# Silberner Fußballschuh 1981

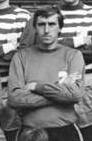
Hans-Ulrich Grapenthin, 1983

Mit dem Silbernen Fußballschuh 1981 wurde zum 19. Mal der DDR-Fußballer des Jahres ausgezeichnet. Die Redaktion der Zeitschrift Die neue Fußballwoche hatte eine Umfrage zur Wahl des besten Spielers der Saison 1980/81 durchgeführt, an der sich insgesamt 50 Sportredaktionen der DDR beteiligten, die auf Tippscheinen die sechs besten Fußballer mit Punkten (zehn Punkte für den Favoriten, für die weiteren Plätze absteigend sieben, fünf, drei, zwei und einen Punkt) bewertet hatten. Wie im Vorjahr erreichte Hans-Ulrich Grapenthin die höchste Gesamtpunktzahl, dem am Samstag, den 22. August 1981 im Jenaer Ernst-Abbe-Sportfeld vor dem Oberliga-Auftaktspiel gegen Sachsenring Zwickau der silberne Fußballschuh als Fußballer des Jahres vom Fuwo-Journalisten Joachim Pfitzner überreicht wurde.

## Ergebnis
| Rang | Name                   | Mannschaft               | Punkte |
| ---- | ---------------------- | ------------------------ | ------ |
| 01.  | Hans-Ulrich Grapenthin | FC Carl Zeiss Jena       | 346    |
| 02.  | Eberhard Vogel         | FC Carl Zeiss Jena       | 252    |
| 03.  | Rüdiger Schnuphase     | FC Carl Zeiss Jena       | 190    |
| 04.  | Joachim Streich        | 1. FC Magdeburg          | 175    |
| 05.  | Hans-Jürgen Dörner     | SG Dynamo Dresden        | 145    |
| 06.  | Bodo Rudwaleit         | Berliner FC Dynamo       | 069    |
| 07.  | Frank Terletzki        | Berliner FC Dynamo       | 062    |
| 08.  | Reinhard Häfner        | SG Dynamo Dresden        | 033    |
| 09.  | Matthias Liebers       | 1. FC Lokomotive Leipzig | 023    |
| 10.  | Lothar Kurbjuweit      | FC Carl Zeiss Jena       | 020    |
| 11.  | Wolf-Rüdiger Netz      | Berliner FC Dynamo       | 016    |
| 12.  | Norbert Trieloff       | Berliner FC Dynamo       | 014    |
| 13.  | Jürgen Heun            | FC Rot-Weiß Erfurt       | 011    |
| 14.  | André Jarmuszkiewicz   | FC Vorwärts Frankfurt/O. | 010    |
| 14.  | Hans-Uwe Pilz          | BSG Sachsenring Zwickau  | 010    |
| 16.  | Rainer Troppa          | Berliner FC Dynamo       | 005    |
| 16.  | Dieter Strozniak       | Hallescher FC Chemie     | 005    |
| 16.  | Rainer Jarohs          | F.C. Hansa Rostock       | 005    |
| 19.  | Artur Ullrich          | Berliner FC Dynamo       | 003    |
| 20.  | Hans-Jürgen Riediger   | Berliner FC Dynamo       | 002    |
| 20.  | Klaus Havenstein       | BSG Chemie Böhlen        | 002    |
| 22.  | Wolfgang Steinbach     | 1. FC Magdeburg          | 001    |

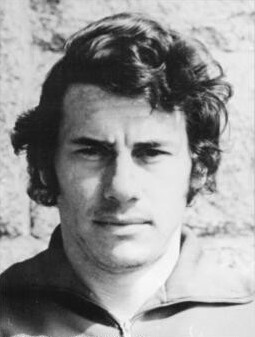
Eberhard Vogel, 1974
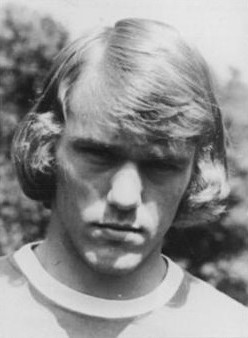
Rüdiger Schnuphase, 1974
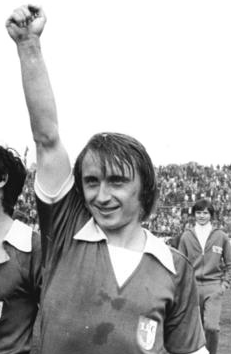
Joachim Streich, 1978
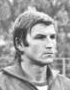
Hans-Jürgen Dörner, 1978
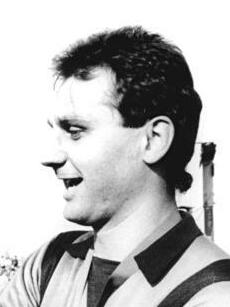
Bodo Rudwaleit, 1989
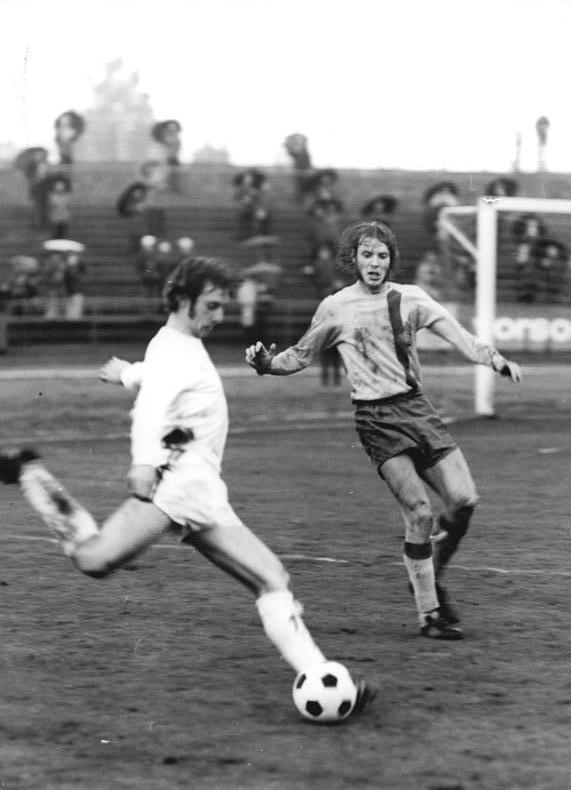
Frank Terletzki (links), 1974
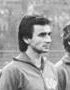
Reinhard Häfner, 1978
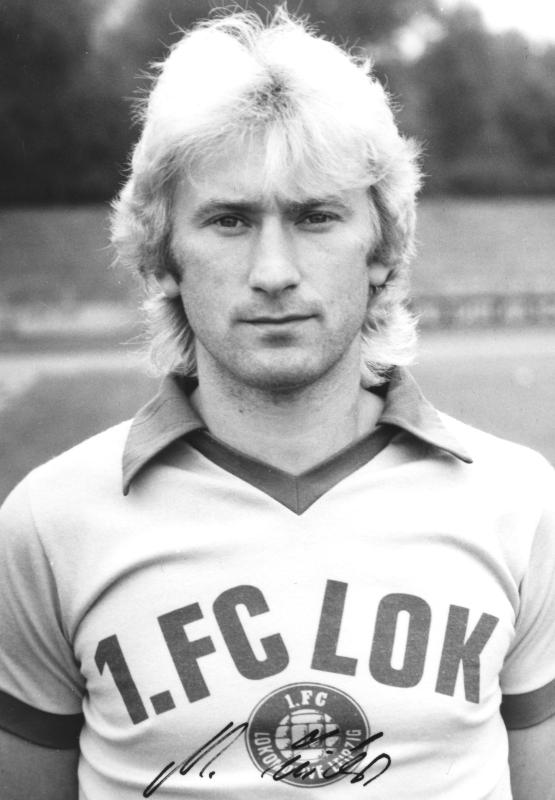
Matthias Liebers, 1985
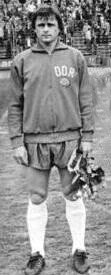
Lothar Kurbjuweit, 1978